# Rachida Uerdan
Rachida Uerdan –en árabe, رشيدة وردان– (nacida el 2 de mayo de 1979) es una deportista argelina que compitió en judo. Ganó una medalla en los Juegos Panafricanos de 2007, y seis medallas en el Campeonato Africano de Judo entre los años 2000 y 2009.

## Palmarés internacional
| Juegos Panafricanos | Juegos Panafricanos     | Juegos Panafricanos | Juegos Panafricanos |
| Año                 | Lugar                   | Medalla             | Categoría           |
| ------------------- | ----------------------- | ------------------- | ------------------- |
| 2007                | Argel (Argelia)         | Medalla de oro      | –70 kg              |
| Campeonato Africano |                         |                     |                     |
| Año                 | Lugar                   | Medalla             | Categoría           |
| 2000                | Argel (Argelia)         | Medalla de bronce   | –70 kg              |
| 2001                | Trípoli (Libia)         | Medalla de plata    | –70 kg              |
| 2004                | Túnez (Túnez)           | Medalla de oro      | –70 kg              |
| 2006                | Puerto Louis (Mauricio) | Medalla de oro      | –70 kg              |
| 2008                | Agadir (Marruecos)      | Medalla de oro      | –70 kg              |
| 2009                | Puerto Louis (Mauricio) | Medalla de oro      | –78 kg              |